# كشت زاران
كشت زاران (بالفارسية: کشت زاران) هي قرية تقع في قسم بيشكوة موغوئي الريفي في إيران. يقدر عدد سكانها بـ 21 نسمة .